# Жангалиев, Толеген
Толеген Жангалиев — поэт, журналист, общественный деятель, член Союза писателей Казахстана, член Союза журналистов Казахстана. Создатель и руководитель школы акынов имени Мергали Ибраева. Родился 27 января 1950 года в селе Карааул, Абайского района, Восточно-Казахстанской области. Почётный гражданин Абайского района.
- В 1973 году окончил Семипалатинский педагогический институт.
- В 1984 году окончил Алматинскую высшую партийную школу.
- В 1984—1999 годах работал секретарём по идеологии Абайского райкома партии, заместителем акима района.
- В 1999 году Толеген Жангалиев открыл поэтический класс «Ақсұңқар» при гимназии в селе Карааул.[2]
- В 2002 году классу присвоено имя выдающегося поэта, драматурга, писателя, композитора Мергали Ибраева.

## Творчество
Сборник стихов впервые был опубликован в коллективных сборниках молодых поэтов Республики, «Карлыгаш» (1978), затем «Сыр сапар» (1980), «Тогыз перне» (1981). Его произведения публикуются в республиканских журналах «Егемен Қазақстан», «Семей таңы» и «Ертіс өңірі». В разные годы вышло десять книг.
- «Жүрегім сөйлеп тұрғанда». Стихи. «Жалын», 1982.
- «Шыңғыстау шындығы». Стихи. «Жалын», 1993.
- «Оңалған ойдың сәулесі». Стихи. «Дәуір», 1996.
- «Біз жұмаққа бармаймыз». Стихи, баллады, поэмы. «Атамұра», 1998.
- «Атом мен ақын». Стихи. «Қанағат», 1999.
- «Баба жайлы балладалар». Баллады. Город Новосибирск, «Современник», 2001.
- «Тілсіздің тілі». Стихи. Город Усть-Каменогорск, 2003.
- «Матаев». Эссе. Город Семей, «Халықаралық Абай клубы», 2008.
- «Біздің әкей». Эссе. Город Новосибирск, «Эврика», 2012.
- «Ертістің арғы жағы, бергі жағы». Стихи. Город Алматы, 2021.

## Достижения
Лауреат Республиканского фестиваля молодых поэтов «Жігер» (1978), Международной премии имени Жамбыла (1996), обладатель главного приза Восточно-Казахстанского областного конкурса письменных поэтов, обладатель нагрудного знака имени И.Алтынсарина. Заслуженный деятель культуры Республики Казахстан. Обладатель ордена «Курмет».